# 비엔티라우하
비엔티라우하 회사(핀란드어: Vientirauha Oy 비엔티라우하 오위[*])는 1920년 설립된 핀란드의 기업이다. 가장 클 때 직원 수는 34,000 명이었다.
1920년대 초, 핀란드 노동조합연맹에서는 공산주의자들과 사회민주주의자들이 헤게모니 싸움을 벌이고 있었다. 한편 기업주들은 노조를 아예 협상 대상으로 취급하지도 않았고, 1920년 파업을 분쇄하는 것을 전문으로 하는 비엔티라우하를 만들었다. 비엔티라우하는 "평화 수출(Peace Exports)"이라는 뜻이다. 회사 결성에 중요한 역할을 한 것은 임업회사 큄메네의 상무이사 에이나르 아흘만과 세를라키우스의 대표이사 괴스타 세를라키우스였다. 회사 사장으로는 우익 운동가이자 우생학자이기도 한 마르티 피흐칼라가 앉혀졌다. 처음에는 임업-제지업 기업들이 주로 자금을 댔지만 1920년대를 거치면서 핀란드의 거의 모든 기업들이 참여했다. 파업이 일어나면 비엔티라우하 직원들이 일종의 용역으로 작업장에서 대신 일하며 파업파괴자 노릇을 했는데, 특히 일하는 데 특별한 기술이 필요하지 않은 작업장에서 파업파괴가 매우 손쉬웠다.
직원들은 대개 백위대나 별도의 채용망을 통해 충원되었는데, 남포흐얀마 지역이 특히 중요 채용 지역이었다. 가장 유명한 직원 중 하나인 비흐토리 코솔라도 남포흐얀마 출신이다.
비엔티라우하의 직원들은 파업 노동자들을 소련의 지령을 받아 움직이는 자들이라고 생각했고, 파업 노동자들은 또 그들 나름대로 비엔티라우하 직원들을 자신들의 생업을 위협하는 장본인들이라고 생각했다. 1920년대의 파업들은 매우 장기간 행해졌는데, 예컨대 1928년 시작된 전국 항만 파업은 해를 넘겨 1929년까지 10개월간 지속되었다. 그리고 기업주들은 비엔티라우하를 통해 이런 파업들을 파괴하려 했다. 1940년 겨울전쟁이 터지면서 기업주들이 노조의 존재를 인정하는 1월 약조를 발표하면서 비엔티라우하는 사라졌다.

## 같이 보기
- 핑커톤

## 참고 자료
- Jussila, Osmo & Hentilä, Seppo & Nevakivi, Jukka: Suomen poliittinen historia 1809-1999 , s. 148. Juva: WSOY, 2000. ISBN 951-0-23327-7 .